# زوگر کیرش‌تارت
زوگر کیرش‌تارت (انگلیسی: Zuger Kirschtorte) یک نوع کیک لایه‌ای سوئیسی است. این کیک از لایه‌هایی از مرنگ، کیک اسفنجی و کرم کره تشکیل شده و با یکی از انواع لیکور گیلاس طعم داده می‌شود.